# Бјелск Подласки
Бјелск Подласки (пољ. Bielsk Podlaski) град је у подласком војводству, око 50 km јужно од Бјалистока. У граду живи око 27,6 хиљада људи (2004).
.

## Историја
- Настао је вероватно у XII веку
- 1253- први помен града
- око 1320. град се нашао у границама Велике Литванске Кнежевине
- 1373- први напад Крсташа
- 1377- други напад Крсташа
- 1412- у Бјелску Подласком се налази пољски краљ Владислав Јагело
- 1655- Швеђани уништавају велики део града
- 1795- 1807- Бјелск Подласки се налазио под Пруском окупацијом
- 1807- Бјелск Подласки прелази под власт Русије
- 1939. — 30. јула 1944. - окупација града од стране Немаца, а потом од Црвене армије
- За време Другог светског рата Немци су у граду направили логор за Јевреје.

## Географија

### Клима
| Клима (Бјелск Подласки)  | Клима (Бјелск Подласки) | Клима (Бјелск Подласки) | Клима (Бјелск Подласки) | Клима (Бјелск Подласки) | Клима (Бјелск Подласки) | Клима (Бјелск Подласки) | Клима (Бјелск Подласки) | Клима (Бјелск Подласки) | Клима (Бјелск Подласки) | Клима (Бјелск Подласки) | Клима (Бјелск Подласки) | Клима (Бјелск Подласки) | Клима (Бјелск Подласки) |
| Показатељ \ Месец        | .Јан.                   | .Феб.                   | .Мар.                   | .Апр.                   | .Мај.                   | .Јун.                   | .Јул.                   | .Авг.                   | .Сеп.                   | .Окт.                   | .Нов.                   | .Дец.                   | .Год.                   |
| ------------------------ | ----------------------- | ----------------------- | ----------------------- | ----------------------- | ----------------------- | ----------------------- | ----------------------- | ----------------------- | ----------------------- | ----------------------- | ----------------------- | ----------------------- | ----------------------- |
| Средњи максимум, °C (°F) | −3 (27)                 | −3 (27)                 | 4 (39)                  | 11 (52)                 | 17 (63)                 | 20 (68)                 | 21 (70)                 | 21 (70)                 | 16 (61)                 | 11 (52)                 | 4 (39)                  | 1 (34)                  | 11 (52)                 |
| Средњи минимум, °C (°F)  | −6 (21)                 | −6 (21)                 | −2 (28)                 | 2 (36)                  | 7 (45)                  | 10 (50)                 | 12 (54)                 | 11 (52)                 | 8 (46)                  | 4 (39)                  | 0 (32)                  | −4 (25)                 | 3 (37)                  |
| Извор:                   |                         |                         |                         |                         |                         |                         |                         |                         |                         |                         |                         |                         |                         |

## Демографија
| 2012.  |
| ------ |
| 26.525 |

## Атракције
- Градски трг из 1797. године
- Дрвена православна црква из 1289. године
- Црква из 1783. године
- Дрвена православна црква из 1377. године
- Дрвена православна црква из XV века